# 井上忠政
井上 忠政（いのうえ ただまさ、1996年3月4日 - ）は、大阪府大阪市出身の競艇選手。登録第4959号。身長172cm。血液型B型。119期。同期に黒野元基、土屋南、實森美祐らがいる。

## 来歴
- 2016年11月15日からボートレース住之江で開催された一般戦「第50回住之江選手権競走」初日第2Rでデビュー。6号艇から5着。
- 2017年5月18日からボートレース住之江で開催された一般戦「ルーキーシリーズ第3戦」2日目第4R、5号艇6コースからまくりを決め、デビュー65走目で初勝利を飾る。[1]。
- 2018年8月6日からボートレース戸田で開催された 一般戦「サッポロビールカップ」でデビュー初優出で初優勝を飾る。3号艇3コース、決まり手は抜き。[2]。
- 2020年9月17日からボートレースびわこで開催された「第7回ヤングダービー競走」でG1 初出場。2日目5R、3号艇3コースからまくり差しでG1初勝利。[3]。
- 2024年9月23日にボートレース桐生で開催された「第11回ヤングダービー競走」でG1初優出。結果は4号艇4コースから3着。
- 2024年10月22日からボートレース戸田で開催される「第71回ボートレースダービー」でSG初出場。4日目6R、2号艇3コースから捲りを決めてSG水神祭をあげる[4]。

## 人物・エピソード
- 4回目の受験でやまと学校（現・ボートレーサー養成所）に合格。[5]。
- 師匠は岩川仁士（4489）[6]。
- やまと学校ではリーグ戦勝率1位。
- トップルーキー 2021に選出[7]。